# 西城凛
西城 凛（さいじょう りん、1987年10月20日 - ）は、日本のプロ雀士、グラビアアイドル。東京都出身。血液型B型。日本プロ麻雀連盟（以前は日本プロ麻雀協会）に所属、キャッチフレーズは「棘の女王」。
タレントとしてはエクセルヒューマンエイジェンシーに所属。

## 人物
日本プロ麻雀協会、第12期後期入会し、2017年9月に日本プロ麻雀連盟に移籍。プロ雀士として活動する傍ら、グラビアアイドルとしても活動している。
自称オタクであり、趣味に漫画とフィギュア収集、コスプレを挙げている。

## 出演

### テレビドラマ
- 甘王の共感スクール（テレビ朝日）

### テレビ番組
- 中居正広の金曜日のスマたちへ（TBS）
- ジェネレーション天国（フジテレビ）

### ネット配信番組
- PickUPs（ニコニコ生放送）
- アナザークイーン